# 印度電視頻道
印度電視頻道（英語：India TV）是總部位於印度北方邦諾伊達的印地語電視新聞頻道。該頻道由拉傑特·夏馬與妻子瑞圖·達瓦（Ritu Dhawan）於2004年5月20日開播。該頻道是獨立新聞社（Independent News Service）的子公司，獨立新聞服務由夏馬和達瓦於1997年共同創立。該頻道於2022年2月進行了品牌重塑。

## 歷史
1997年，拉傑特·夏馬與妻子瑞圖·達瓦（Ritu Dhawan）創立了獨立新聞社（Independent News Service，INS），即印度電視頻道的母公司。2004年4月，夫妻倆在諾伊達電影城的一間片廠共同創立了印度電視頻道。印度電視頻道的總部位於印度北方邦諾伊達85區。
在創辦印度電視台之前，夏馬曾擔任Zee新聞談話節目《你的法庭》以及星光新聞（現為ABP新聞）的《人民法院》（Janata Ki Adalat）的主播。
彭博新聞社通報稱，該頻道被控發布支持莫迪政府的親政府內容。

## 外部連結
- 官方网站